# Каррера, Сантьяго
Сантья́го Никола́с Карре́ра Сангине́тти (исп. Santiago Nicolás Carrera Sanguinetti; родился 5 марта 1994 года, Монтевидео) — уругвайский футболист, защитник клуба «Ла-Лус».

## Клубная карьера
Каррера — воспитанник столичного клуба «Ривер Плейт». 19 февраля 2011 года в матче против «Сентраль Эспаньол» он дебютировал в уругвайской Примере. 25 августа 2012 года в поединке против «Хувентуд Лас-Пьедрас» Сантьяго забил свой первый гол за «Ривер Плейт». В начале 2014 года он перешёл в «Суд Америка». 1 февраля в матче против «Хувентуд Лас-Пьедрас» Каррера дебютировал за новую команду. Через неделю в поединке против столичного «Феникса» Сантьяго забил свой первый гол за «Суд Америка».
В начале 2015 года он на правах аренды перешёл в аргентинский «Уракан». 28 февраля в матче против «Годой-Крус» Карерра дебютировал в аргентинской Примере. Летом того же года Сантьяго на правах аренды перешёл в столичный «Ливерпуль». 16 августа в матче против «Монтевидео Уондерерс» он дебютировал за новую команду. По окончании аренды Каррера вернулся в «Суд Америку».
С 2017 по 2019 год играл за «Дефенсор Спортинг». В 2020—2022 годах выступал на родине за «Депортиво Мальдонадо», «Данубио» и «Суд Америку».
С 2022 года выступает за сальвадорский ФАС.

## Международная карьера
В 2011 году Каррера в составе юношеской сборной Уругвая принял участие в юношеском чемпионате Южной Америки в Эквадоре. На турнире он сыграл в матче против Перу.
В том же году Каррера завоевал серебряные медали юношеского чемпионата мира в Мексике. На турнире он сыграл в матчах против команд Канады и Руанды.